# Pseudanisentomon ishii
Pseudanisentomon ishii är en urinsektsart som beskrevs av Nakamura 1996. Pseudanisentomon ishii ingår i släktet Pseudanisentomon och familjen trakétrevfotingar. Inga underarter finns listade i Catalogue of Life.